# 科瓦奇·约瑟夫 (足球运动员)
科瓦奇·约瑟夫（匈牙利語：Kovács József，1949年4月3日—），匈牙利男子足球运动员，司职中场。他曾代表匈牙利参加1972年夏季奥林匹克运动会足球比赛，获得一枚银牌。